# Britânicos
Britânicos são os cidadãos do Reino Unido, das dependências da Coroa Britânica ou de qualquer um dos territórios britânicos ultramarinos, bem como os seus descendentes.
É comum o termo ser usado erroneamente como sinônimo de inglês, já que esta última palavra designa quem nasce ou reside na Inglaterra, que é a maior nação constituinte do Reino Unido, porém jamais um sinônimo deste. O Reino Unido é um Estado composto pela unificação dos seguintes países:
- Inglaterra
- Escócia
- País de Gales
- Irlanda do Norte

Portanto, os naturais de qualquer dessas nações constituintes (não soberanas), bem como os seus descendentes, têm a nacionalidade britânica.
Estima-se que existam 72 milhões de cidadãos britânicos no Reino Unido. Pelo mundo são mais de 140 milhões de descendentes (de diferentes graus de parentesco e misturado com outras etnias).